# The Triffids
The Triffids sono stati un seminale gruppo alternative rock australiano originario di Perth, formatosi nel 1978 attorno alla figura del cantante, chitarrista ed autore David McComb.
Il loro stile, ispirato al rock decadente dei Velvet Underground, contiene richiami alla tradizione musicale folk e blues.

## Discografia
Album in studio
- 1983 - Treeless Plain
- 1986 - Born Sandy Devotional
- 1986 - In the Pines
- 1987 - Calenture
- 1989 - The Black Swan

EP
- 1982 - Reverie
- 1983 - Bad Timing and Other Stories
- 1984 - Lawson Square Infirmary
- 1984 - Raining Pleasure
- 1985 - Field of Glass
- 1987 - Peel Sessions

Raccolte e album dal vivo
- 1986 - Love in Bright Landscapes
- 1990 - Stockholm
- 1994 - Australian Melodrama
- 2008 - Beautiful Waste and Other Songs (Mini-Masterpieces 1983–1985)
- 2010 - Wide Open Road – The Best of the Triffids
- 2010 - Come Ride with Me... Wide Open Road – The Deluxe Edition (10 disc box set)